# Ehestetter Hof

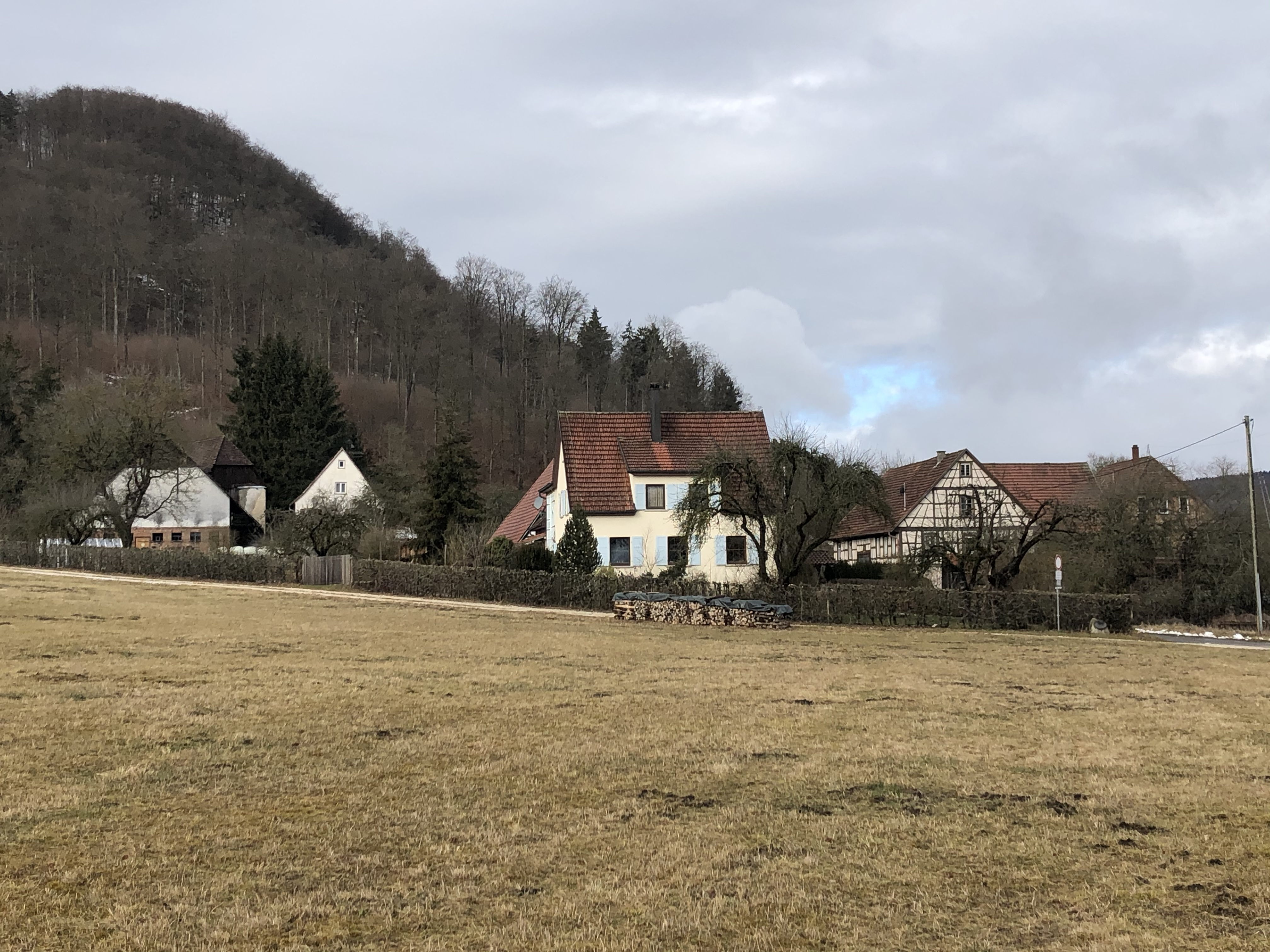
Ehestetter Hof (2020)

Der Ehestetter Hof ist ein Weiler der Gemeinde Albstadt im baden-württembergischen Zollernalbkreis. Die Siedlung liegt circa zwei Kilometer südöstlich von Ebingen und ist über die Bundesstraße 463 zu erreichen.
In der Nähe liegen Ehestetter Mühle, Ehestetter Pumpwerk und  Ruine Ehestetten.

## Geschichte
Der Ort wird 1084 erstmals erwähnt. Im Jahr 1094 schenkten Landold und sein Sohn Hug Grundbesitz in Ehestetten samt der Kirche an das Kloster Sankt Georgen, das die Burg („castrum“) zerstören ließ. Der Ort war Teil der Grafschaft Hohenberg und der Herrschaft Werenwag. 
Im Jahr 1444 wurde der Ort von Eberhard von Hörnlingen als Inhaber der Herrschaft Werenwag an den Ebinger Bürger Renhard von Melchingen und von diesem 1453 an die Stadt verpfändet. Das Kloster Sankt Georgen verkaufte 1416 die Güter an Ebinger Bürger und gab 1533 den Kirchensatz an die Stadt. Damals waren nur noch Kirche, Mesnerhaus und Mühle vorhanden. 
Die ehemalige Kirche wird heute als Scheune benützt.